# Klee
Klee (Клее, с нем. — клевер) — поп-группа из Германии.

## Состав группы
- Сьюзи Керстгенс
- Том Дайнинге
- Стен Сервес

## История группы
В 1990-х годах Том Дайнингер, Стен Сервес и Сьюзи Керстгенс образовали группу Ralley, но по воле случая в 2002 году они на время прекратили деятельность и образовали группу Клее. Такое название было вдохновлено работами Пауля Клее (по словам Сьюзи Керстгенс), и так же 4-хлистный клевер, как известно, является символом удачи.
Со сменой названия группа слегка изменила своё звучание с гитарной музыки на электропоп.
В 2002 году песня «Erinner dich» из первого альбома Клее «Unverwundbar» попала в чарт Германии Топ-100 под номером 94 и продержалась там неделю.
В октябре 2004 года вышел второй альбом «Jelängerjelieber». Первый сингл «2 Fragen» сделал группу известной в ТВ- и радиоротации. В ноябре 2004 года Сара Куттнер (MTV) представила широкой публике песню «Gold». В феврале 2005 года Клее приняли участие в Bundesvision Song Contest и исполнили «Gold» от Саар и заняли 10-е место. До сих пор «Gold» является самой известной песней группы, которая так же стала главной темой рекламы одного из парфюмов Givenchy. Она заняла 54-е место в немецком Топ-100 и всего была 9 недель в чартах. «Jelängerjelieber» вышел в США в июле 2006 под названием «Honeysuckle». Из этого альбома синглами стали 3 композиции: «Für alle, die» («This is for Everyone»), «Tausendfach» («A thousand ways») и «Gold». 4-го августа 2006 года увидел свет третий альбом Клее «Zwischen Himmel und Erde» и занял 17-е место в чартах.
7 июля 2006 года вышел сингл «Die Stadt» и занял 55-е место на первой же неделе.
В альбоме «Zwischen Himmel und Erde», с live-вставками, усиленными ударными и басами, роковое звучание вновь стало превалирующим.

## Концерты
Клее часто дают живые выступления, например, в 2005 году они 120 раз выходили на сцену. Их выступления варьируются от небольших аудиторий до разогрева на больших концертах таких групп, как The Wedding Present и Nena. Группа обычно добавляет к постоянному составу ещё одного басиста и перкуссиониста, и поэтому их живые выступления имеют гораздо более сильное роковое звучание, чем их студийные работы.

## Тексты песен
Большая часть песен Клее написана тремя основными участниками группы, но при написании некоторых работ группа сотрудничала с известным композитором Томом Лива. Их тексты обращаются к глубоким чувствам, возникающим в людских отношениях. Тексты Клее смешивают реальный мир и мир фантазий, в которых перемежаются желания и конфликты.

## Дискография

### Альбомы
- 2002: Unverwundbar
- 2004: Jelängerjelieber
- 2005: Jelängerjelieber (Live Edition 2CD-Package)
- 2006: Honeysuckle (англоязычная версия альбома Jelängerjelieber)
- 2006: Zwischen Himmel und Erde
- 2006: Zwischen Himmel und Erde (Limited Deluxe Edition" with Bonus Concert DVD)
- 2008: Berge Versetzen
- 2011: Aus Lauter Liebe

### Синглы
- 2002: Erinner dich
- 2003: Lichtstrahl
- 2003: Nicht immer aber jetzt
- 2004: 2 Fragen
- 2005: Gold
- 2005: Tausendfach
- 2005: Für alle, die
- 2006: Die Stadt
- 2006: Liebe mich Leben
- 2007: Dieser Fehler
- 2008: Zwei Herzen
- 2008: Berge versetzen
- 2011: Willst Du bei mir bleiben